# Kristian Birkeland
Olaf Christian Bernhard Birkeland (n. 13 decembrie 1867, Christiania, Suedia-Norvegia – d. 15 iunie 1917, Tokyo⁠(d), Tōkyō, Japonia), care a semnat întotdeauna Kristian Birkeland, a fost un fizician norvegian, profesor la Universitatea din Oslo, care a studiat și a explicat mecanismul formarii aurorei polare. A formulat ipoteza că aurora polară, ca și anomaliile magnetice care o însoțesc, sunt produse de fluxuri de electroni rapizi proveniți de la Soare. Deși mult timp au fost privite cu scepticism, concepțiile lui Birkeland au fost confirmate și dezvoltate după 1960, când explorarea spațiului interplanetar cu ajutor sondelor cosmice a evidențiat în mod direct existenta așa-numitului vânt solar. Pentru a-și finanța cercetările, a inventat tunul electromagnetic și procedeul Birkeland pentru fixarea azotului.
În cinstea lui,  denumirea de curentul Birkeland a fost atribuita setului de curenți electrici orientați de-a lungul liniilor câmpul magnetic al Pământului,  către ionosfera. Un crater aflat în emisfera sudică a Lunii a fost denumit Craterul Birkeland. 
Contribuțiile sale la studierea aurorei polare au fost publicate în lucrarile  si .
Datorita contribuțiilor sale științifice, a fost nominalizat de opt ori la Premiul Nobel (de patru ori la chimie și de patru ori la fizică). 